# 张里乡
张里乡，是中华人民共和国河南省信阳市淮滨县下辖的一个乡镇级行政单位。

## 行政区划
张里乡下辖以下地区：
马楼村、丁寨村、何寨村、后楼村、八里村、祁寨村、前楼村、双楼村、王竹元村、吴寨村、徐寨村和张里村。